# Déjà-vu
Pour les articles homonymes, voir Déjà vu (homonymie).
Le déjà-vu est la sensation, dans une situation présente, d’avoir déjà vécu celle-ci ou d’en avoir déjà été témoin, accompagnée d'une sensation d'irréalité, d'étrangeté. Il s’agit d’une forme de paramnésie (néologisme formé sur le modèle de amnesia « absence de souvenir, oubli » à partir du grec para « à côté » et mnesis « mémoire, souvenir »). Cette impression touche occasionnellement à peu près 70 % des gens.
L'expression « sensation du déjà vu » a été créée en 1876 par le philosophe français Émile Boirac (1851-1917), qui l'a employée dans son livre L’Avenir des sciences psychiques. Le mot « déjà-vu » a depuis été emprunté au français par de nombreuses langues.

## Caractéristiques du déjà-vu
Le docteur psychiatre américain Vernon M. Neppe définit l'effet de déjà-vu ainsi : 

« Toute impression subjectivement inappropriée de familiarité d'une expérience présente avec un passé indéfini. »

 Cette impression est à distinguer :
- du flashback : où l'on se voit revivre une expérience passée ;
- de la cryptomnésie : où un souvenir enfoui réapparaît comme un élément nouveau, et non pas rappelé ;
- du pressentiment actualisé : où le présent a été pressenti ;
- de l'éclair de mémoire : où un souvenir surgit tout à coup , dans un présent « normal » ;
- de la dépersonnalisation : où l'on a le sentiment de n'être plus soi-même dans un présent étrange.

Le déjà-vu est une expérience intime et personnelle, qui ne peut être jugée ou partagée par autrui. Le sujet a le sentiment de reconnaître une situation présente nouvelle comme familière (déjà vue), tout en ayant conscience que c'est impossible (le « déjà-visité » au cours d'un premier voyage, par exemple). Ce qui engendre une perplexité qui peut aller jusqu'à l'anxiété. D'autres, au contraire, peuvent trouver la situation plaisante. L'impression de déjà-vu est un mélange d'affectivité (le « déjà senti »), de perception (reconnaissance) et de mémoire (passé indéfini). La reconnaissance peut être très précise, aller jusqu'aux détails de la situation présente, mais cette précision de perception s'oppose à l'imprécision de mémoire (incapacité de déterminer où, et quand, a eu lieu la supposée situation d'origine).
Cette reconnaissance peut s'accompagner du sentiment d'être capable de prévoir ce qui va arriver. Le sujet peut s'en servir pour tester la réalité de ses impressions, et les faire disparaître.
Le déjà-vu peut être mineur, de faible durée, de quelques secondes à 1 ou 2 minutes, il apparaît et disparaît rapidement. C'est la forme la plus décrite par les auteurs littéraires. La forme majeure, elle, se prolonge, pour être vécue comme une intrusion indésirable. Le sujet a l'impression de « déjà-vécu » une, voire plusieurs fois dans le passé. Cette impression a du mal à disparaître.
Une personne sur deux aurait vécu, au moins une fois, un déjà-vu (forme non pathologique). Les formes pathologiques sont liées à des troubles neurologiques ou psychiatriques.

## Histoire
Sous le terme de falsae memoriae « fausse mémoire », le phénomène de déjà-vu serait mentionné pour la première fois par saint Augustin (354-430) dans De la Trinité (Livre XII, chapitre 15).
Par la suite, ce sentiment particulier est dépeint par des poètes et des écrivains du XIXe siècle. Les romanciers les plus notables sont Walter Scott (1771-1832) qui le décrit en 1815 dans Guy Mannering, en 1828, Scott parle dans son Journal intime de la « sensation de préexistence » ; Charles Dickens (1812-1870) dans David Copperfield ; Ivan Gontcharov (1812-1891) dans Oblomov ; Léon Tolstoï (1828-1910) dans Guerre et Paix ; Thomas Hardy (1840-1928) dans les Yeux bleus. Les poètes sont Alfred Tennyson (1802-1892) et Dante Gabriel Rosseti (1828-1882).
Le premier médecin à s'y intéresser paraît être l'Anglais Arthur Ladbroke Wigan (1785-1847) dans son Duality of the Mind (1844). Dans la deuxième moitié du XIXe siècle, le phénomène est décrit par des auteurs britanniques, américains, allemands et français, chaque auteur apportant sa dénomination particulière. Les Anglais l'appellent reminiscence, sense of prescience, promnesia… ; les Américains illusion of memory, illusion of familiarity (Herbert Jasper 1954) ; les Allemands ont aussi plusieurs dénominations dont Identifizierende Erinnerungsfälschung (Emil Kraepelin 1887).
L'expression française « sensation du déjà-vu » apparaît en 1876 dans le premier numéro de la Revue philosophique de la France et de l'étranger sous la plume d'Émile Boirac (1851-1917). Boirac l'emploie également dans son livre L’Avenir des sciences psychiques (1917), dans le cadre d'interprétations « parapsychologiques ». Théodule Ribot (1839-1916), fondateur de la psychologie en France, utilise le terme de « fausse mémoire » en 1880.
À sa suite, les auteurs français font du déjà-vu une paramnésie (André Lalande 1893) dans le cadre d'un trouble de mémoire. En 1908, Henri Bergson (1859-1941) l'appelle « souvenir du présent »,.
L'un des premiers médecins français à aborder le sujet est François Léon Arnaud (1858-1927) qui préfère utiliser le terme de déjà-vu pour sa neutralité (ne pas réduire à un trouble de mémoire), toutefois le déjà-vu réduit aussi à un trouble de perception visuelle. Aussi d'autres auteurs emploient aussi les expressions déjà vécu, déjà éprouvé, déjà ressenti, déjà visité… De façon générale les médecins et psychologues font du déjà-vu un « symptôme sans fonction psychologique ».
Au cours du XXe siècle, malgré les travaux de Pierre Janet (le déjà vu dans la psychasthénie) et de Sigmund Freud (le déjà vu comme déjà rêvé), le déjà-vu est l'objet d'un relatif désintérêt, car sujet jugé mineur, anecdotique ou trop marqué par les « parasciences »,.
À partir des années 1980, la définition de Neppe du déjà-vu (voir la section précédente) permet de « standardiser » un objet de recherches, notamment dans le cadre des sciences cognitives. Le phénomène ainsi légitimé connaît depuis plusieurs décennies une plus grande acceptation sociale. Au début du XXIe siècle, le terme français déjà-vu est internationalement reconnu dans la culture populaire.

## Causes
Le déjà-vu est un phénomène commun qui n'a rien de spécifique. À lui seul, il n'a pas de valeur diagnostique ou pronostique.
L'hypothèse la plus récente pour expliquer le déjà-vu est de mettre en cause par des expériences une altération de fonctionnement de la zone du cortex rhinal, située sous l'hippocampe au cœur du cerveau ; cette sensation « résulte en fait d'interactions complexes entre les cortex rhinaux et l'hippocampe ». C'est une panne cérébrale qui empêche de détecter la nouveauté ; un phénomène de recollection sans contenu.

### Formes non pathologiques
Chez le sujet normal, le déjà-vu peut survenir spontanément ou à la suite de la fatigue, de l'émotion, du stress, d'un état anxieux, de la prise de drogues ou de médicaments.
La plupart des auteurs indiquent que le déjà-vu est plus fréquent chez les sujets jeunes. Les données sont contradictoires ou discutées en ce qui concerne le niveau d'éducation et le statut socio-économique : les uns ne trouvent aucun lien, d'autres rapportent une corrélation significative, surtout avec le niveau d'éducation.
De même, des auteurs ne trouvent aucune relation avec des troubles névrotiques ou phobiques. D'autres, au contraire, proposent d'en faire un élément de diagnostic d'un trouble de la personnalité. Cette dernière conclusion est critiquée, car s'appuyant sur des échantillons non représentatifs.

### Formes pathologiques
L'épilepsie temporale est la cause la plus étudiée. Le déjà-vu se manifeste au début des troubles annonciateurs (aura) de la crise. Il s'accompagne de déjà-senti et de déjà-entendu, avec des illusions et des hallucinations visuelles et auditives, dans un climat désagréable, voire de peur. Il s'ensuit un automatisme moteur (gestes répétitifs) et mental (pensées forcées, répétitives) qui s'impose au sujet. Le processus peut se poursuivre jusqu'à la crise généralisée avec perte de conscience. Les zones cérébrales en cause sont le lobe temporal, l'hippocampe, le noyau amygdalien. La stimulation de la zone située sous l'hippocampe, de patients épileptiques, déclenche dans 11 % des cas une impression de déjà-vu.
Le déjà-vu peut se rencontrer au cours de nombreux autres troubles neurologiques : neurovasculaires, post-infectieux, post-traumatiques.
En ce qui concerne les troubles psychiatriques, il y a débat sur les rapports du déjà-vu avec la dépersonnalisation. Les deux phénomènes reposeraient sur un trouble d'appréhension de la réalité. Le déjà-vu en serait une forme mineure (le nouveau apparaît comme familier), la dépersonnalisation serait une forme majeure (le familier paraît étrange, irréel, ce qui peut aller jusqu'au jamais-vu et jamais-vécu).
Les avis divergent sur la définition ou les limites exactes du déjà-vu, qui peut être associé ou pas, avec les troubles bipolaires, troubles de l'humeur, schizophrénie, etc. 
Le déjà-vu peut être chronique chez de rares personnes atteintes de la maladie d'Alzheimer, de démence fronto-temporale ou présentant un déficit cognitif léger, stade préclinique de la maladie d'Alzheimer.

## Théories explicatives
Elles sont très nombreuses car « chaque auteur, qui étudie suffisamment le phénomène, formule la sienne. » Les principales sont les suivantes.

### Psychologiques
Des théories sont fondées sur l'émotion. Un élément du réel, par le biais d'une chaîne associative inconsciente, réagirait avec un souvenir oublié ou refoulé. Sous l'effet d'une émotion passée transférée en émotion présente, la familiarité du détail est transférée au tout. L'illusion du déjà-vu (perception) ne serait que la réalité d'un réel déjà-éprouvé (émotion). Proches de cette conception sont les tentatives de reproduire le déjà-vu par hypnose.
D'autres théories sont fondées sur l'attention. Le déjà-vu serait dû à un déficit transitoire de l'attention, au cours duquel une perception inconsciente continue d'être enregistrée en mémoire (mémoire à court terme). Quand l'attention revient, le sujet est confronté à une double lecture, celle du présent, et celle du souvenir du présent. Le déjà-vu ne serait qu'une perception/mémoire simultanées, un défaut de coordination entre la perception et la mémorisation.

### Neurologiques
Des théories sont fondées sur les rapports entre les deux hémisphères cérébraux. Le déjà-vu serait lié à des troubles de transmission, une désynchronisation, ou un décalage entre les deux hémisphères. Le déjà-vu serait une sorte de diplopie (vision double) mentale, on aurait deux souvenirs d'une même situation comme on peut voir double un même objet.
D'autres théories, s'inspirant des exemples pathologiques, font appel à des décharges ou des interruptions neuronales, des excès ou des déficits de neurotransmetteurs, dans telle ou telle zone cérébrale.
Enfin, d'autres font appel à des théories de la mémoire, notamment sur le stockage des souvenirs. Ceux-ci seraient stockés sous forme d'éléments partiels, puis reconstruits au moment du rappel, à la façon d'un hologramme (photographie à 3 dimensions). Le déjà-vu serait fondé sur une erreur de stockage, ou de reconstruction d'éléments partiels similaires.

### Psychodynamiques
Le déjà-vu est interprété comme une réaction de défense, contre une anxiété inconsciente liée à la situation présente. Le déjà-vu fait office de mémoire-écran pour se protéger. C'est une réassurance qui réalise aussi un désir de seconde chance, voire de puissance du déjà-expérimenté. Le déjà-vu serait ici un encore-vu. Dans Psychopathologie de la vie quotidienne (1901), Sigmund Freud considère que le déjà-vu est bel et bien la reviviscence (réapparition d'un souvenir) d'une perception, mais de la perception d'un fantasme inconscient et dont on ne peut donc se souvenir consciemment.
Le déjà-vu peut être assimilé à un déjà-rêvé. Dans L'interprétation des rêves (1900), le déjà-vu est un thème de rêve (le déjà-vu dans un rêve, où l'on rêve d'un déjà-vu). Freud l'interprète comme une reviviscence des voies génitales de la mère, « un endroit dont chacun peut dire, à juste titre, que c'est un déjà-visité ».

### Neuropsychologique
L'approche neuropsychologique est principalement dominée par deux chercheurs, le Pr Chris Moulin et le Pr Anne M Cleary.
Le Pr Moulin avance que la sensation de déjà-vu serait un trouble dans le processus de familiarité, l'un des deux processus mentaux servant à retrouver un souvenir en mémoire. Selon lui, une augmentation inappropriée de la familiarité provoquerait le sentiment de familiarité envers le stimulus présent. Cette augmentation trouverait son origine dans le lobe temporal, lobe étant très relié aux états pathologiques du déjà-vu comme le prouvent les études avec les patients atteints d'épilepsie temporale.
L'approche du Pr Cleary trouve ses origines dans les théories de la Gestalt. Selon elle, les ressemblances visuelles entre une scène stockée en mémoire à long terme et un stimulus visuel seraient à l'origine de la sensation de déjà-vu.
Cependant cette hypothèse semble difficilement envisageable du fait que des personnes atteintes de cécité semblent tout de même avoir des sensations de déjà-vu. Cette sensation aurait donc une origine cérébrale et non visuelle.

### Parapsychologiques
Le déjà-vu serait un souvenir de rêves prémonitoires, ou encore de vie antérieure, ce qui implique alors la métempsycose ou la réincarnation. Ce serait aussi une réception télépathique, ou bien le souvenir par corps astral qui se sépare de nous pour aller en éclaireur….
Le déjà-vu comme souvenir émanant d'un univers parallèle, ou comme souvenir implanté, appartient pour l'instant au domaine de la science-fiction. Ce motif est fréquemment utilisé dans les dessins animés japonais (voir la liste ci-dessous).

## La sensation de déjà-vu dans les arts

### Au cinéma
- La Jetée, moyen métrage de Chris Marker — France, 1962
  - A inspiré L'Armée des douze singes — États-Unis, 1995
- Un jour sans fin (Le jour de la marmotte, Groundhog Day) — États-Unis, 1993 (déjà vécu)
- Lost Highway, film de David Lynch — États-Unis, 1997
- Fight Club, film de David Fincher — États-Unis, 1999
  - Le personnage principal a constamment des sensations de déjà-vu.
- The Matrix — États-Unis, 1999
  - Le déjà-vu est dû à une modification de la matrice, le programme qui gère le monde virtuel dans lequel l'humanité est plongée.
- Fréquence interdite, film de Gregory Hoblit — États-Unis, 2000
- Eternal Sunshine of the Spotless Mind, film Michel Gondry — France, 2004
- Déjà Vu — États-Unis, 2006
- Next, film de Lee Tamahori — États-Unis, 2007
- Un prophète, film de Jacques Audiard — France, 2008
- Mr Nobody, film de Jaco Van Dormael — Belgique, France, Canada, 2009
  - Le sentiment de déjà-vu est cité à plusieurs reprises.
- Destination finale, cinq films — États-Unis, 2000-2011
  - Colter Stevens revit les derniers instants d’un sujet grâce aux huit minutes de mémoire rémanente qui subsistent post mortem.
- Edge of Tomorrow, film de Doug Liman — Canada, États-Unis, 2014
  - Le commandant William Cage revit la même journée en boucle.
- Happy Birthdead, film de Christopher Landon — États-Unis, 2017
  - Une étudiante reste coincée dans une boucle temporelle avec un tueur masqué le jour de son anniversaire.

### À la télévision
Séries télévisées, sauf mention contraire
- Monty Python's Flying Circus, épisode 16 — Grande-Bretagne, 1969-1974 : un sketch des Monty Python présente de façon humoristique le phénomène du déjà-vu en le mettant en abyme.
- X-Files, saison 6, Lundi — États-Unis, 1998-1999
- Charmed, saison 1, épisode 22, Une journée sans fin — États-Unis, 1998-1999 : Cody a chaque jour l'impression d'avoir déjà vécu le même jour.
- Stargate SG-1 L'Histoire sans fin (Window of Opportunity), saison 4, épisode 6 — États-Unis, 2000
- Six Feet Under, saison 3, épisode 1 — États-Unis, 2001-2005
- Smallville, saison 3, épisode 16 : Futur antérieur ; saison 5, épisode 12 : Pour le meilleur et pour le pire ; saison 10, épisode 4 : Voyage initiatique — États-Unis, 2001-2011
- Tru Calling : Compte à rebours, saison 2, épisode 5, Plus forte que le destin — États-Unis, 21 avril 2005
- Day Break — États-Unis, 2005
- Scrubs, saison 5, épisode 22 — États-Unis, 2006
- Dr House, saison 3, épisode 16 : L'Homme de ses rêves — États-Unis, 2006-2007
- NCIS : Enquêtes spéciales, saison 4, épisode 20 : Roman Meurtrier — États-Unis, 2006-2007
- Déjà vu — France, 2006 et 2007
- Les Sorciers de Waverly Place, saison 1, épisode 2, Le Premier Baiser — États-Unis, 2007 : Jerry Russo, le père d'Alex, explique à sa fille que la sensation de déjà vu se concrétise lorsqu'un sorcier utilise un sortilège pour remonter quelques secondes en arrière ; les sorciers se rendent compte de ce retour, mais les autres n'auront qu'une impression de déjà-vu.
- Lost : Les Disparus — États-Unis, 2007 : sujet traité plusieurs fois durant la série (exemple : saison 3, épisode 8)
- Fringe, saison 1, épisode 19 — États-Unis, 2008 : Olivia ressent l'impression d'un déjà-vu à plusieurs reprises.
- La Vie de croisière de Zack et Cody saison 1, épisode 6, Une impression de déjà-vu— États-Unis, 2008
- Quantum apocalypse (téléfilm), de Justin L. Jones — États-Unis, 24 février 2010
- Source Code — États-Unis, France, 2011
- Cloud Atlas — États-Unis, 2012
- Minority Report — États-Unis, 2015
- Westworld — États-Unis, 2016
- Dark de Jantje Friese (scénario) et Baran bo Odar (réalisation) — Allemagne, 2017

### Dans la littérature
- Stephen King, « That feeling, you can only say what it is in French » (« Ce sentiment, vous ne pouvez l'exprimer qu'en français ») paru dans le recueil de nouvelles Tout est fatal en 2003
- Edgar Allan Poe, Histoires extraordinaires.
- Funkhouser, Arthur (1996). Three types of deja vu.
- Dickens, Charles (1991). Personal History of David Copperfield. Time Warner Libraries.
- Howstuffworks What is déjà vu? Moulin, C.J.A.
- Conway, M.A. Thompson, R.G., James, N. & Jones, R.W. (2005). Disordered Memory Awareness: Recollective Confabulation in Two Cases of Persistent Déjà vecu, Neuropsychologia (43): 1362-1378.
- Hawthorne, Nathaniel (1863). Our Old Home, Boston: Houghton Mifflin & Co..  (ISBN 1-4043-7424-8).
- Scott, Sir Walter (1815). Guy Mannering or The Astrologer, Edinburgh: J. Ballantyne & Co.

### Dans la chanson
- Déjà vu, Michel Sardou (Paroles : M. Sardou, Musique: J.-P. Bourtayre), 1994
- Deja vu - groupe de rock français originaire de Lyon
- Deja Vu Ain't What It Used To Be, chanson du groupe Skyclad sur l'album Folkemon
- Deja Vu, album du quatuor folk-rock américain Crosby, Stills, Nash & Young, paru en 1970.
- Dejà Vu, chanson de Iron Maiden sur l'album Somewhere in Time
- Déjà vu, chanson de Luna Sea sur l'album Image
- Déjà Vu, chanson de Beyoncé sur l'album B'Day en 2006
- Déjà Vu, chanson d'Eminem sur l'album Relapse en 2009
- Déjà Vu, chanson de Closterkeller sur l'album Aurum en 2009
- Déjà Vu, chanson de Steve Hackett sur l'album Watcher Of The Skies: Genesis Revisited en 1996
- Deja Vu, chanson de Lord Tariq & Peter Gunz sur l'album Make It Reign en 1998
- Deja Vu, chanson des Troggs sur l'album Athens Andover en 1992
- Déjà vu, morceau issu de l'album Odyssey du guitariste Yngwie Malmsteen en 1988
- L'impression du déjà vu, chanson de Serge Gainsbourg, interprétée par Jane Birkin.
- Strange déjà vu, chanson de Dream Theater, sur l'album Metropolis Part 2: Scenes from a Memory - Scenes Two, Part Two. Paru en 1999
- Déjà Vu, chanson de 3OH!3 sur l'album Streets Of Gold
- Déjà Vu, chanson de Inna featuring Bob Taylor, sur l'album Hot
- Déjà vu, chanson de Raphael, tirée de l'album Super Welter, 2012
- Déjà vu, chanson de Shy'm sur l'album Prendre l'air
- My deja vu, Ace of Base
- Déjà vu, Disiz La Peste
- Deja Vu, Sonamoo (groupe coréen, K-POP)
- Deja Vu, AKB48 (groupe japonais, J-POP)
- Déjà vu, SS501(groupe coréen, K-POP)
- Deja vu, chanson de Dave Rodgers
- DEJAVU, chanson du groupe de j-rock UVERwold tiré du single Nano・Second.
- Deja vu, chanson du group Yeah Yeah Yeahs sur l'album Show Your Bones, paru en 2006
- Of The Soul, chanson du Rappeur Mac Miller
- Deja vue, Sky (La Révolte)
- Deja Vu, DVBBS & Joey Dale (ft. Delora)
- Déjà vu, chanson de Giorgio Moroder interprétée par Sia, tirée de l'album Déjà vu sorti en juin 2015
- Deja vu, Post Malone 2016
- Déjà Vu, chanson de Katy Perry sortie le 8 juin 2017, extraite de l'album Witness
- Deja-vu, Timmy Trumpet et Savage
- Deja Vu, chanson du rappeur J.Cole sur l'album 4 Your Eyez Only, sorti le 9 décembre 2016
- Deja Vu, chanson de Shakira et Prince Royce
- Deja Vu, chanson de Initial D
- "Dejavu", chanson du groupe sud-coréen Twice, 2018
- Déjà Vu (데자부), chanson du groupe sud-coréen Dreamcatcher (드림캐쳐) sur l'album Raid Of Dream, sorti le 18 septembre 2019
- Deja vu, chanson d'Olivia Rodrigo.
- "Deja vu", chanson du groupe sud-coréen Ateez (에이티즈), 2021
- "Deja vu", chanson du groupe sud-coréen Tomorrow X Together (투모로우바이투게더), 2024
- "Deja vu", chanson de l'artiste sud-coréen Lee Tae-min (태민), 2024

### Dans les mangas et les animés
- Steins;Gate: Fuka ryōiki no Déjà vu : film d'animation de série télévisée d'animation Steins;Gate
- La Mélancolie de Haruhi Suzumiya : dans l'arc Endless Eight, les personnages sont coincés dans une boucle temporelle et ressentent de fortes sensations de déjà-vu.

### Radio
- « “Un jour sans fin” depuis 30 ans : pourquoi avons-nous l’impression de toujours revivre la même journée ? », France Culture, Sans oser le demander, par Géraldine Mosna-Savoye, avec Lionel Naccache, le 13 mars 2023